# Ранси, Роберт
Роберт Александр Кеннеди Ранси, барон Ранси (англ. Robert Alexander Kennedy Runcie, Baron Runcie; 2 октября 1921[…], Ливерпуль, Ланкашир — 11 июля 2000[…], Сент-Олбанс, Восточная Англия) — 102-й Архиепископ Кентерберийский, митрополит провинции Кентербери, примас всей Англии и глава всех англикан (25 февраля 1980 — 31 января 1991).
Его преемником стал Джордж Леонард Кэри.